# 登野城
登野城（とのしろ）は、日本の沖縄県石垣市の地名。郵便番号は907-0004。

## 地理
石垣島中西部に位置する。海岸近くから沖縄県最高峰の於茂登岳（おもとだけ）南側までが含まれる、南北に長く延びた広大な地域である。
人口が集中する南部は、石垣市の市街地の一部を形成しており、石垣地方合同庁舎や八重山警察署、那覇地方裁判所石垣支部、沖縄県立八重山高校、石垣市立石垣第二中学校、石垣市立八重山博物館、大濱信泉記念館、石垣市営球場等の公共施設や、株式会社八重山毎日新聞、石垣ケーブルテレビ株式会社等の企業が数多く立地している。
於茂登岳南麓に位置する小字嵩田（たけだ）には、戦前の台湾からの入植や、戦後の沖縄本島等からの入植によって形成された集落があり、パイナップル等の熱帯果樹の栽培が盛んである。
琉球語のうち、沖縄方言等では「城」は「グスク」と読まれるが、石垣島等で話される八重山方言では「スク」と読まれ、登野城も古くは「トノスク」（「トゥヌスク」）と呼ばれていた。

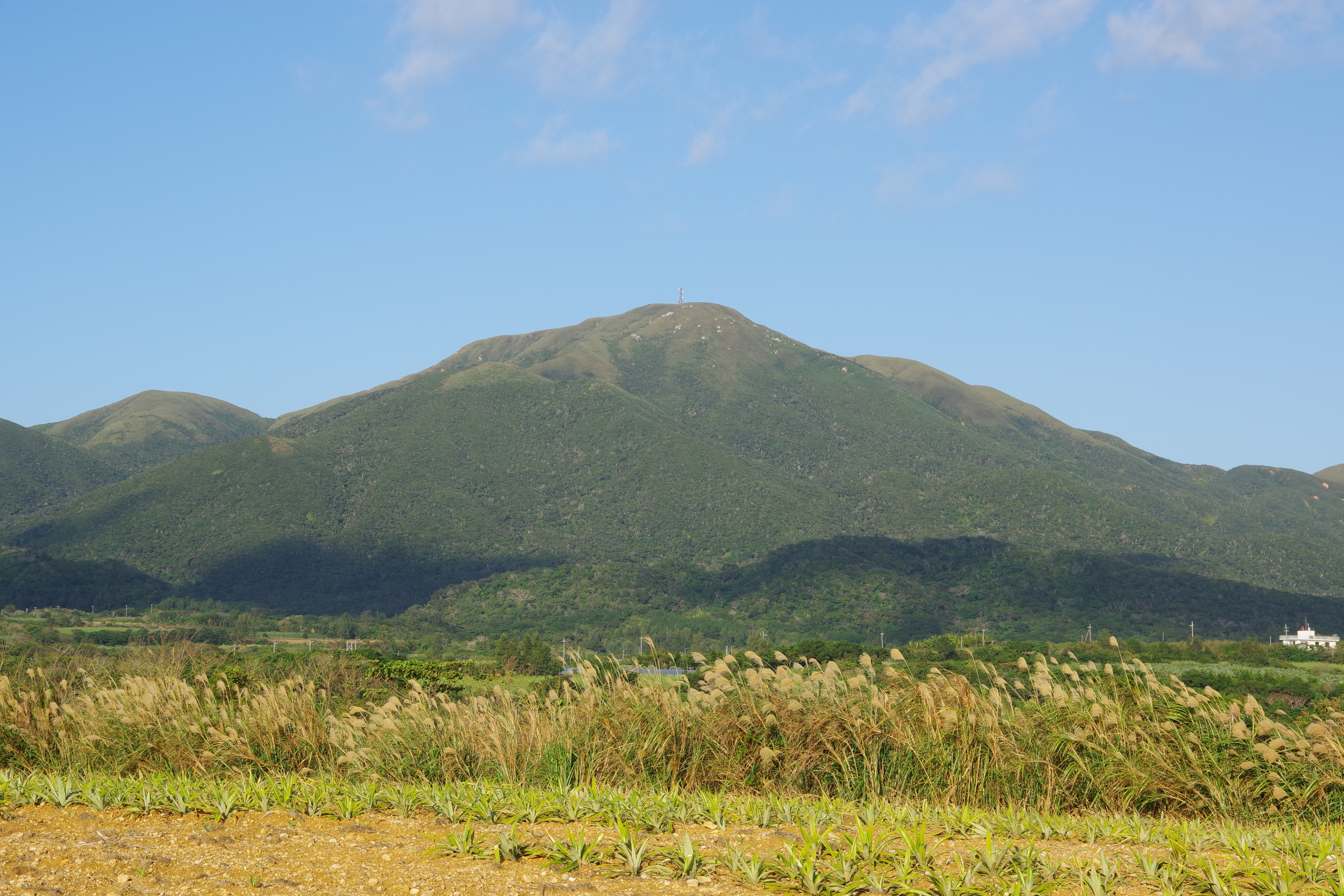
於茂登岳
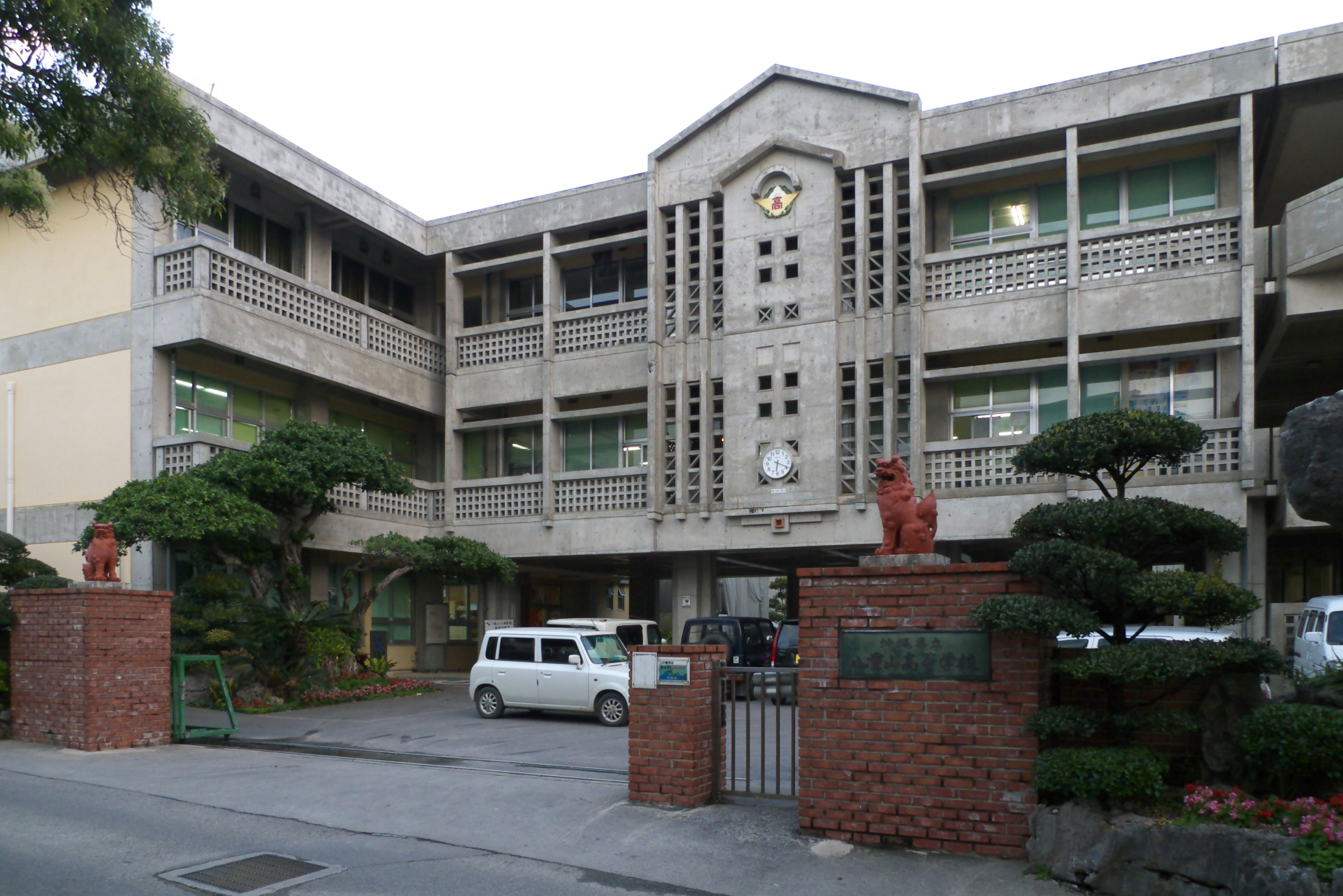
沖縄県立八重山高等学校
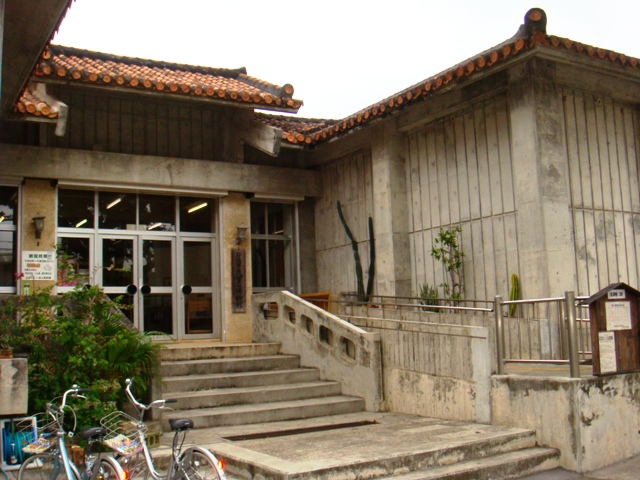
石垣市立八重山博物館
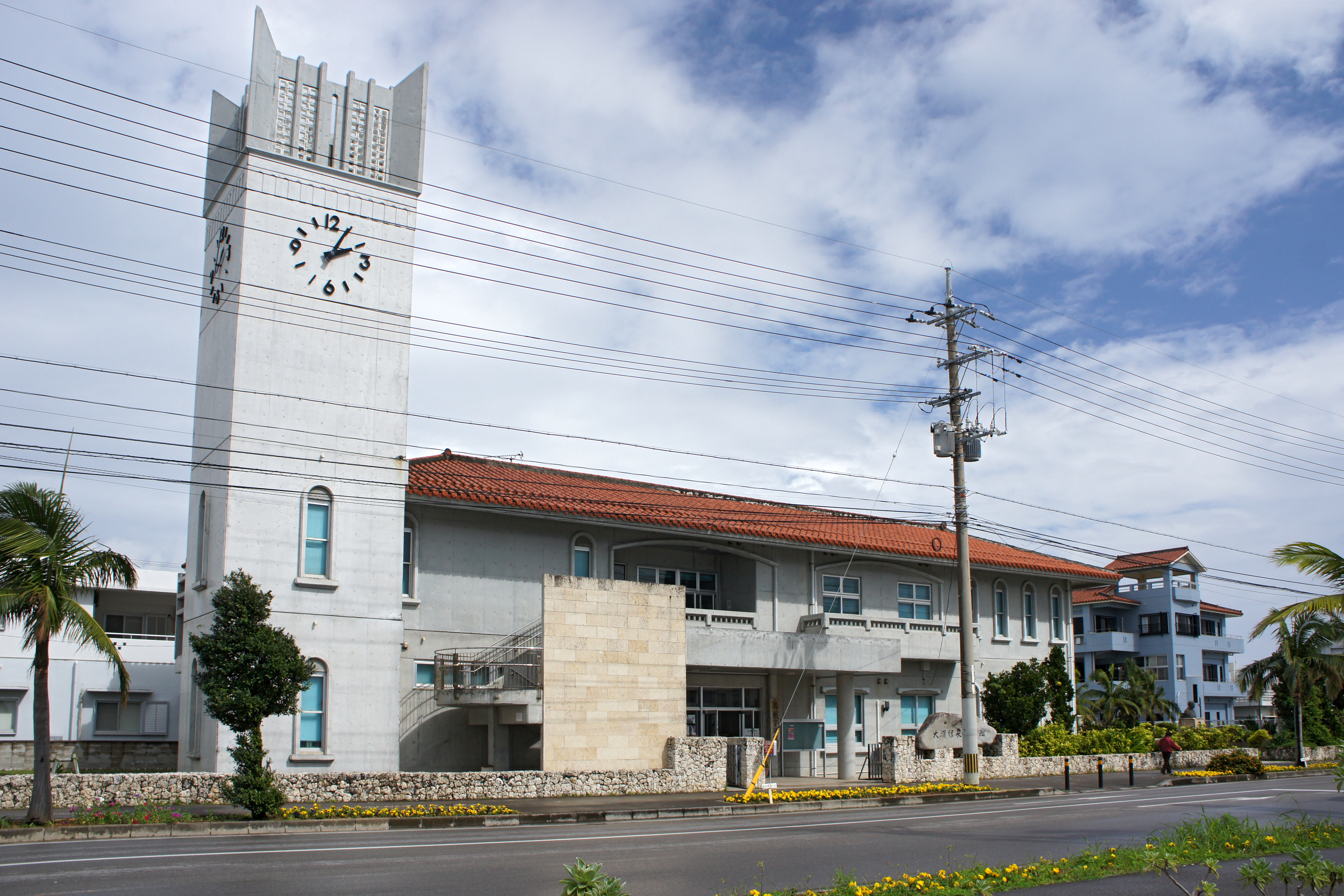
大濱信泉記念館
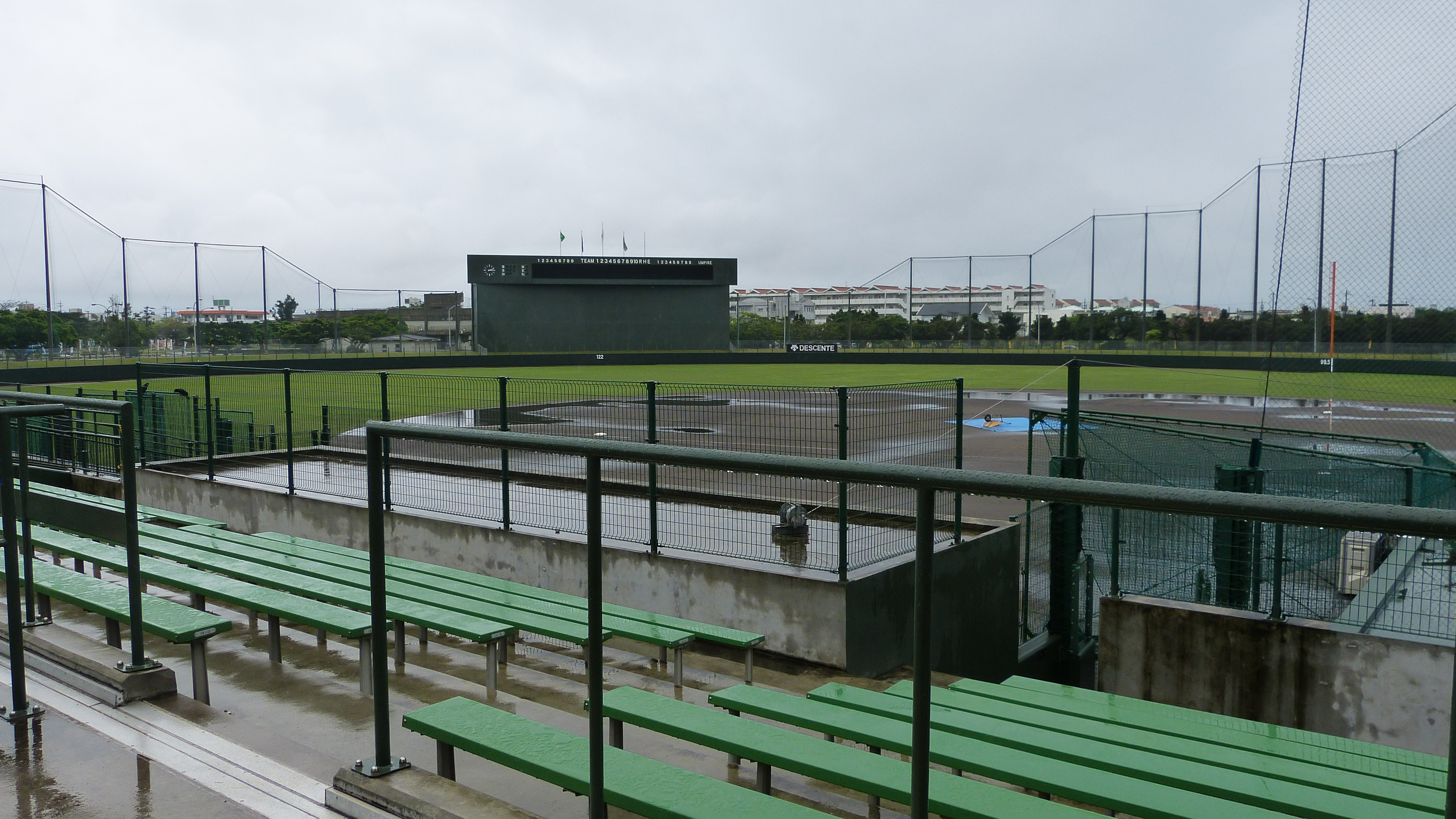
石垣市営球場

## 歴史

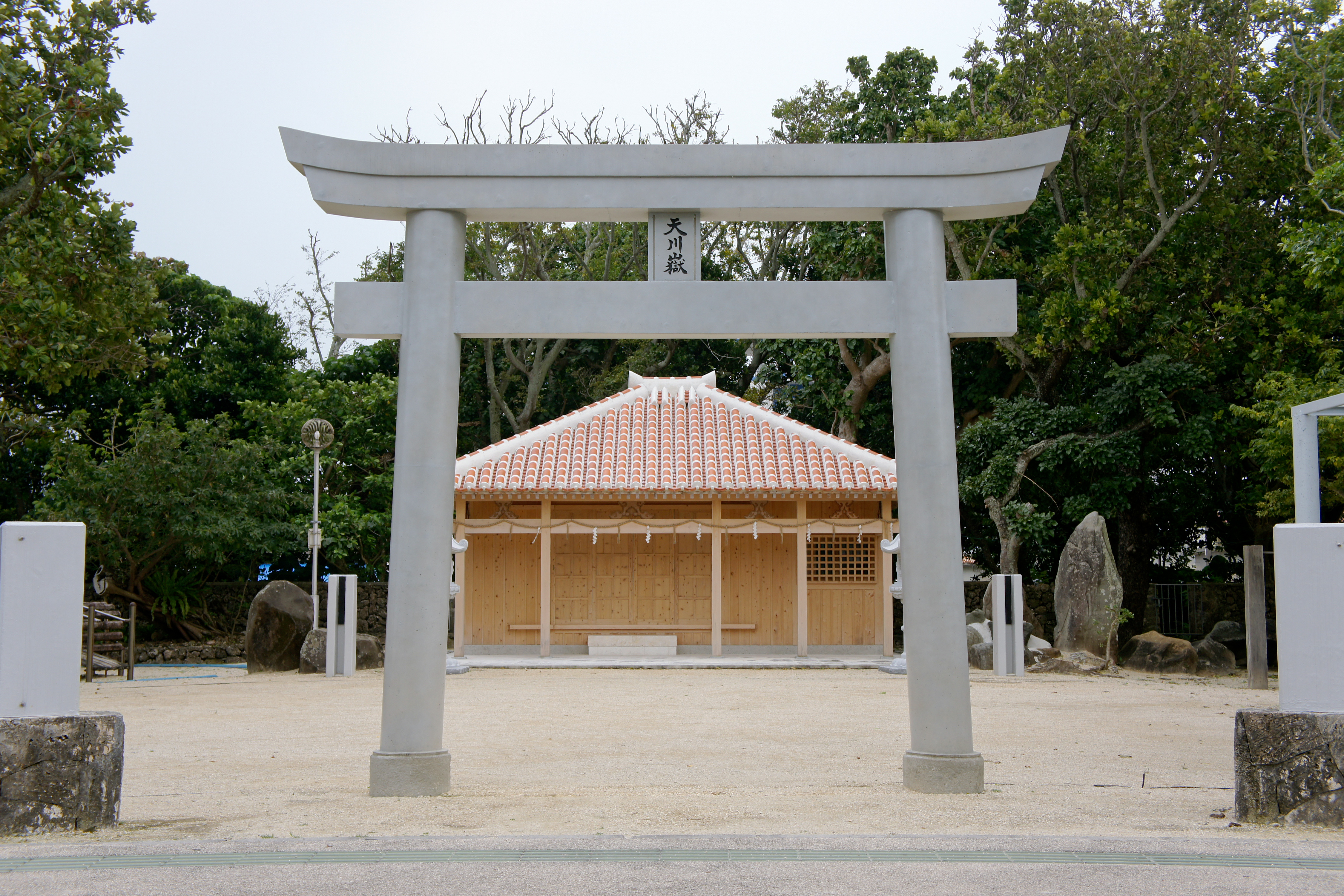
登野城の鎮守で四箇字豊年祭では登野城のオンプールが行われる天川御嶽

『球陽』によれば1500年に起きたオヤケアカハチの乱では、琉球王府軍の一隊が登野城から進攻したという。海岸近くにはこの乱で王府側についた長田大主の妹真乙姥が戦に勝った王府軍の帰途の無事を祈願したとされる美崎御嶽がある。
琉球王国時代は、当初は石垣間切に、また、1768年からは西側の大川と共に大浜間切（現在の石垣市東部）に属し、石垣間切の石垣・新川と共に石垣四箇字（いしがきしかあざ）の一つに数えられた。正保年間（1645年-1648年）に作成された『宮古・八重山両島絵図帳』では、「殿城村」と表記されている。
1903年（明治36年）には、尖閣諸島が登野城村の一部とされて地番が付された。
1908年（明治41年）、島嶼町村制の施行に伴って成立した八重山郡八重山村（八重山列島全域）の字となる。1914年（大正3年）には八重山村より分村した石垣村（現在の石垣市西部）の一部となり、その後の町制・市制施行を経て石垣市の一部となる。
かつては海沿いにある登野城漁港も字登野城の一部であったが、埋め立てによる漁港整備が行われて1989年（平成元年）に八島町として分離されたために、字としての登野城は尖閣諸島を除き海に面しない内陸部となった。なお、字登野城からは分離されたものの、漁港の名称は登野城漁港のままで変わっていない。
かつて字登野城の一部であった尖閣諸島は、2020年（令和2年）10月1日に字名が登野城尖閣に変更され、登野城から分離された。

## 尖閣諸島

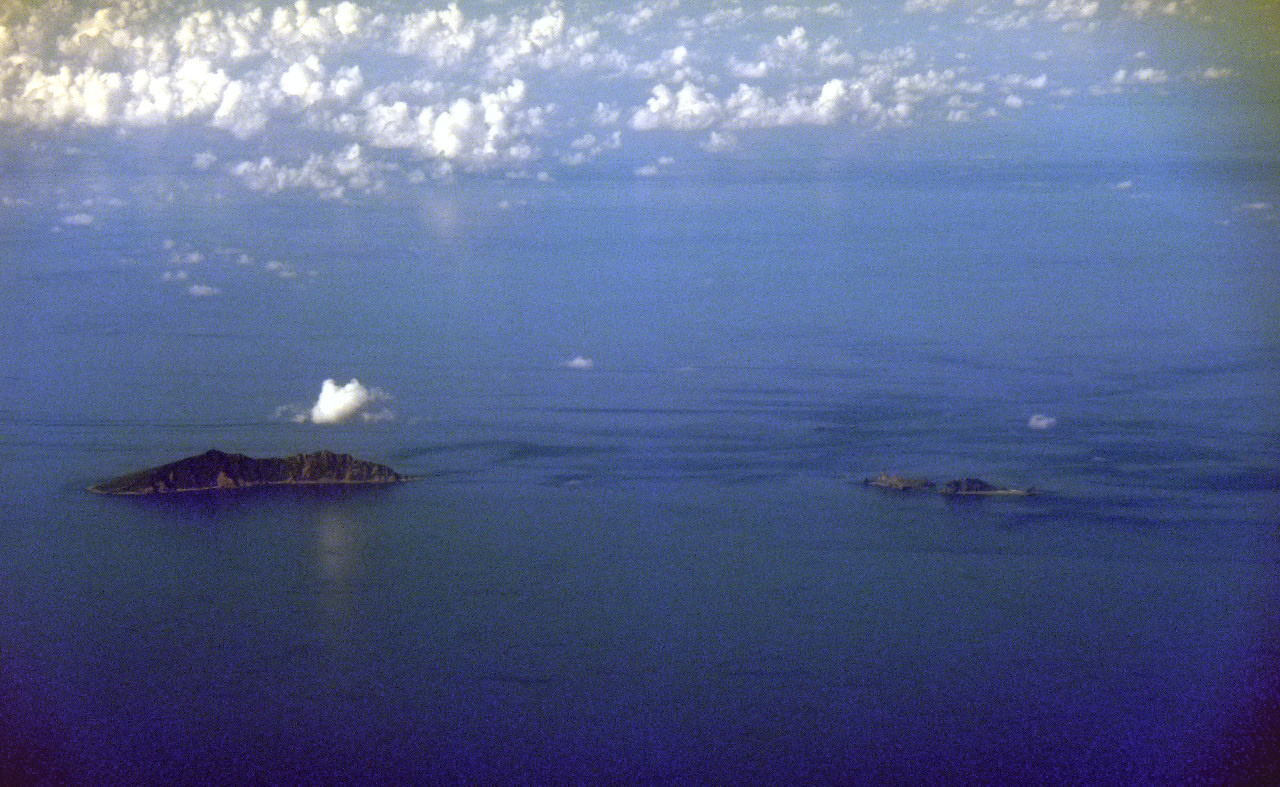
登野城の一部だった尖閣諸島

かつては尖閣諸島も登野城の一部であった。尖閣諸島は1896年（明治29年）に八重山郡に編入され、1903年（明治36年）に登野城村の一部とされて地番が付された。その後は石垣市に属して字登野城の一部となり、2390番地から2394番地が割り当てられ、さらに字名が登野城尖閣と改称された。このうち、魚釣島に割り当てられている登野城尖閣2392番地は東京都千代田区千代田（皇居所在地）や島根県隠岐郡隠岐の島町竹島と同様に、本籍として人気が高い住所の一つである。
石垣市では、2017年（平成29年）12月の定例市議会に尖閣諸島の字を「登野城」から「登野城尖閣」に変更する議案を上程する方針であったが、翌年以降に先送りされた。その後、2019年（平成31年）3月の市議会では市側から当面見送るとの方針が示されたものの、翌2020年（令和2年）6月9日に再び同様の改名議案が市議会に提出され、議案は6月22日に市議会で可決された。10月1日に改名され、郵便番号は907-0031が割り振られた。